# Camptandra
Camptandra là một chi thực vật trong họ Zingiberaceae. Nó được Henry Nicholas Ridley mô tả năm 1899.

## Các loài
Tại thời điểm năm 2021, chi này chứa 4 loài đã biết:
- Camptandra gracillima (K.Schum.) Valeton, 1918 - Sarawak, Malaysia.
- Camptandra latifolia Ridl., 1899 - Malaysia bán đảo.
- Camptandra ovata Ridl., 1907 - Malaysia  bán đảo.
- Camptandra parvula (King ex Baker) Ridl., 1899 - Malaysia  bán đảo.